# Корпонай, Тиберий Тибериевич
Тибе́рий Тибе́риевич Корпона́й (15 июля 1958 — 5 января 2021) — советский футболист и украинский тренер. Двое его братьев — Адальберт и Иван — также футболисты.

## Игровая карьера
Игровую карьеру провёл в командах мастеров второй лиги чемпионата СССР «Сперанца» (Дрокия), «Говерла» (Ужгород), «Авангард» (Ровно), «Буковина» (Черновцы), «Торпедо» (Луцк) и «Кремень» (Кременчуг).

## Тренерская карьера
В 1989 году в «Кремне» перешёл на тренерскую работу. С сентября по декабрь 1993 года, с августа 1994 года по июнь 1995 года и с августа по декабрь 1995 года возглавлял «Кремень» в высшей лиге чемпионата Украины. В сезоне 1996/97 работал тренером мукачевских «Карпат». В сезоне 1997/98 работал в СК «Николаев» одним из помощников главного тренера николаевского клуба Анатолия Заяева. Позже работал тренером в мукачевской ДЮСШ.